# Antybolszewickie powstania Kozaków kubańskich
Antybolszewickie powstania Kozaków kubańskich – antybolszewickie wystąpienia zbrojne Kozaków na południowym Kubaniu w I połowie 1918 r.
W grudniu 1917 r. na obszar kaukaskiego okręgu pułkowego powrócił z frontu 1 Pułk Kaukaski Kozaków kubańskich. Oficerowie i szeregowi żołnierze w większości rozjechali się do domów, w wyniku czego pułk faktycznie przestał istnieć. 23 lutego 1918 w pułku kaukaskim ustanowiono władzę bolszewików, a jego komisarzem został Kozak ze stanicy Bierezanskiej S.D. Odariuk. Po wycofaniu się sił Kubańskiej Republiki Ludowej i powstaniu na tym terenie Kubańskiej Republiki Radzieckiej, wydał on rozkaz o demobilizacji dotychczasowych carskich oddziałów wojskowych, a na ich bazie miały powstawać oddziały rewolucyjne, także z udziałem nie-kozaków. 1 Kaukaski Pułk Kozaków kubańskich został przemianowany na 1 Kaukaski Pułk Rewolucyjny. Dostał on rozkaz ześrodkować się wraz z 6 Kubańską Baterią Artylerii w stanicy Tichorieckiej. Część Kozaków pod wodzą F.I. Jelisiejewa jednak samowolnie przeszła do stanicy Kaukazskiej, gdzie stacjonował sztab pułku. W tej sytuacji komisarz bolszewicki postawił im ultimatum: albo w ciągu doby zdadzą broń, albo do stanicy zostanie wysłany oddział pacyfikacyjny wsparty pociągiem pancernym. 19 marca 1918 r. powstańcy wysłali oddział, który zajął okoliczną stanicę Temiżbekską, odbijając odebraną przez bolszewików broń. Do powstańców zaczęli dołączać Kozacy z pobliskich stanic. Przeprowadzono też mobilizację mężczyzn do 55 roku życia w stanicy Kawkazskiej. Na przywódcę sił powstańczych wybrano starszynę Łowiagina, zaś jego zastępcą został sotnik Żukow. F.I. Jelisiejew objął dowództwo kawalerii. Liczebność osiągnęła 7 tys. piechoty i 1 tys. kawalerii z 4 działami polowymi i ok. 40 ręcznymi karabinami maszynowymi.
Nie opracowano jednak żadnego planu powstańczych działań. Dopiero piątego dnia od wybuchu powstania rozpoczęto natarcie w kierunku chutoru (wsi) Romanowskiego, przerwano linię kolejową prowadzącą do Stawropola i zdobyto stanicę Kazanską. Istotnym celem było zdobycie chutoru Romanowskiego, stanowiącego strategiczny węzeł kolejowy, co umożliwiłoby przybycie na pomoc sił Armii Ochotniczej gen. Antona Denikina. Opóźnienie w działaniach powstańców wykorzystali jednak bolszewicy, zbierając swoje siły. Zorganizowali udaną obronę Romanowskiego, po czym zaatakowali wojska powstańcze, zadając im klęskę. Duża część Kozaków, zdemoralizowana porażką, rozjechała się do domów. Starszyna Łowiagin, próbując zebrać powstańców, został zabity przez oddział bolszewicki, Jelisiejew zdołał się ukryć.
Drugim ośrodkiem powstania był okręg jejski. Działania przeciw bolszewikom rozpoczęły się tam w kwietniu 1918 r. Postanowiono zaatakować Jejsk w celu zdobycia brakującego uzbrojenia strzeleckiego. Większość powstańców była uzbrojona bowiem jedynie w kindżały i bagnety. Udało im się wkroczyć do miasta, ale zagrożeni przez przeważające wojska bolszewickie musieli się szybko wycofać. Jednocześnie siły bolszewickie pod dowództwem F. Rogaczewa zaatakowały stanicę Kopanską. Po odparciu pierwszego ataku, Kozacy 27 kwietnia poddali się. Wielu z nich zostało rozstrzelanych. Pozostali powstańcy rozeszli się do domów.
W maju 1918 r. wybuchło powstanie przeciwko władzy bolszewickiej również na Półwyspie Tamańskim, z centrum w stanicy Achtanizowskiej. Na jego czele stanął ataman stanicy N.I. Gułyj. Powstańcom udało się rozbić bolszewicki Pułk Tiemriukski i – po połączeniu z Kozakami ze stanicy Starotitarowskiej i okolicznych – ruszyli na Tiemriuk, ale bez sukcesu. Następnie ze zmiennym szczęściem prowadzili walki z wojskami bolszewickimi aż do wkroczenia Armii Ochotniczej w sierpniu 1918 r.